# Bojovići
Bojovići (Бојовићи) este un sat din comuna Andrijevica, Muntenegru. Conform datelor de la recensământul din 2003, localitatea are 128 de locuitori (la recensământul din 1991 erau 131 de locuitori).

## Demografie
În satul Bojovići locuiesc 93 de persoane adulte, iar vârsta medie a populației este de 34,9 de ani (30,9 la bărbați și 39,0 la femei). În localitate sunt 34 de gospodării, iar numărul mediu de membri în gospodărie este de 3,76.
Această localitate este populată majoritar de sârbi (conform recensământului din 2003).
|  |

| Demografie | Demografie | Demografie |
| An         | Locuitori  | Locuitori  |
| ---------- | ---------- | ---------- |
|            |            |            |
|            |            |            |
|            |            |            |
|            |            |            |
| 1948       | 192        |            |
| 1953       | 195        |            |
| 1961       | 144        |            |
| 1971       | 157        |            |
| 1981       | 155        |            |
| 1991       | 131        | 130        |
| 2003       | 137        | 128        |

| \| Componența etnică conform recensământului din 2003[2] \| Componența etnică conform recensământului din 2003[2] \| Componența etnică conform recensământului din 2003[2] \| Componența etnică conform recensământului din 2003[2] \| Componența etnică conform recensământului din 2003[2] \| \| ----------------------------------------------------- \| ----------------------------------------------------- \| ----------------------------------------------------- \| ----------------------------------------------------- \| ----------------------------------------------------- \| \| \| \| \| \| \| \| Sârbi \| Sârbi \| \| 120 \| 93,75% \| \| Muntenegreni \| Muntenegreni \| \| 8 \| 6,25% \| \| necunoscută \| necunoscută \| \| 0 \| 0% \| |              |  |     |        |
| Componența etnică conform recensământului din 2003 |              |  |     |        |
| |              |  |     |        |
| Sârbi | Sârbi        |  | 120 | 93,75% |
| Muntenegreni | Muntenegreni |  | 8   | 6,25%  |
| necunoscută | necunoscută  |  | 0   | 0%     |